# Чемпионат России по международным шашкам среди женщин 2008
Чемпионат России по международным шашкам среди женщин 2008 года прошёл с 5 по 20 апреля в г. Тверь. В предварительную заявку попало 17 спортсменок, в соревнованиях приняли участие 14. Из них — три международных гроссмейстера (мгр), два гроссмейстера России (гр), четыре международных мастеров (мм). Участвовали шесть из семи чемпионок России (по основной программе) . Впервые шесть участниц представляли один населенный пункт — село Чурапча (Республика Саха)

## Участницы
- Тансыккужина Тамара, Уфа, мгр
- Мильшина Елена, Ишимбай, мгр
- Краснова Анастасия, Санкт-Петербург, мм
- Шестакова Наталья, с. Чурапча, мм
- Георгиева Гузель, Ишимбай, гр
- Платонова Ирина, с. Чурапча, мм
- Ноговицына Матрёна, с. Чурапча, мм
- Данилова Марфа, с. Чурапча, мм
- Аргунова Светлана, с. Чурапча, км
- Читайкина Елена, Москва, мгр
- Фролова Татьяна, Архангельская область, мс
- Боркова Марина, Тверь, гр
- Аминова Алия, Ишимбай, мс
- Собакина Айына, с. Чурапча, км

В быстрой и молниеносной программе участвовала Татьяна Тетерина, Москва, гр.

## Судьи
- Главный судья: Харченко Ю. В.
- Главный секретарь: Бонадыков С. С.

## Программа
06 апреля, 13-00 — Открытие
06-18 апреля, 14-00 — Туры 1-13
19 апреля, 10-00 — Быстрая программа
16-00 — Молниеносная программа
20 апреля, 10-00 — Закрытие

## Результаты
- Тансыккужина Тамара, Уфа, мгр — 2 первых места.
- Татьяна Тетерина, Москва, гр — одно золото.
- Ноговицына Матрёна, с. Чурапча, мм — серебро, бронза
- Платонова Ирина, с. Чурапча, мм — две бронзы.
- Мильшина Елена, Ишимбай, мгр — серебро
- Данилова Марфа, с. Чурапча, мм — серебро

### Основная программа
Сроки — с 6 по 18 апреля.
- 1. Тансыккужина Тамара, Уфа, мгр — 20 очков из 26 возможных.
- 2. * Ноговицына Матрёна, с. Чурапча, мм- 18 очков.
- 3. Платонова Ирина, с. Чурапча, мм — 17 очков.
- 4. Шестакова Наталья, с. Чурапча, мм − 16 очков.
- 5. Данилова Марфа, с. Чурапча, мм − 15 очков.
- 6. Мильшина Елена, Ишимбай, мгр −14 очков.
- 7. Краснова Анастасия, Санкт-Петербург, мм − 14 очков.
- 8. Боркова Марина, Тверь, гр −13 очков.
- 9. Фролова Татьяна, Архангельская область, мс — 12 очков.
- 10. Георгиева Гузель, Ишимбай, гр — 10 очков.
- 11. Собакина Айына, с. Чурапча, км — 9 очков.
- 12. Аминова Алия, Ишимбай, мс — 8 очков.
- 13. Аргунова Светлана, с. Чурапча, км — 8 очков.
- 14. Читайкина Елена, Москва, мгр — 8 очков.

### Быстрая программа
Сроки — 19 апреля, с 10 утра.
15 спортсменок. К участницам основной программы присоединилась экс-чемпионка СССР и России Татьяна Тетерина, Москва, гр.
- 1. Тансыккужина Тамара, Уфа, мгр — 20 очков из 28 возможных.
- 2. Мильшина Елена, Ишимбай, мгр — 19 очков
- 3. Платонова Ирина, с. Чурапча, мм — 18 очков

### Молниеносная программа
Сроки — 19 апреля, с 16-00
15 спортсменок. К участницам основной программы присоединилась экс-чемпионка СССР и России Татьяна Тетерина, Москва, гр. Ей удалось выиграть новый титул.
- 1. Татьяна Тетерина, Москва, гр. — 19 очков из 28 возможных
- 2 Данилова Марфа, с. Чурапча, мм — 19.
- 3. Ноговицына Матрёна, с. Чурапча, мм — 18.